# Veliki Grđevac
 Veliki Grđevac  è un comune della Croazia di 3 313 abitanti della regione di Bjelovar e della Bilogora.